# Have a Heart
Have a Heart è il quinto ed ultimo singolo della cantante canadese Céline Dion, tratto dall'album Unison, distribuito solo in Canada l'8 luglio 1991.
Questo brano è stato scritto da Aldo Nova, Billy Steinberg e Ralph McCarthy ed è stato registrato inizialmente da Angela Clemmons. La canzone fu Intitolata Just Have a Heart e pubblicata nel 1987, anno in cui la Dion incise una cover del brano adattato in lingua francese e intitolato Partout je te vois. Il brano fu inserito nel suo album Incognito.

## Antefatti e pubblicazione
Nel 1987, Céline Dion registrò la versione in lingua francese di Just Have a Heart, adattata con le parole di Eddy Marnay e poi inclusa nella tracklist di Incognito. La Dion eseguì la versione originale in lingua inglese ai Juno Award del 1987. La performance fu ben accolta, permettendole di ottenere un budget maggiore per produrre il suo primo album in lingua inglese, Unison. Céline registrò la versione in lingua inglese della canzone per il suo album e fu prodotta da David Foster. Grazie a questa canzone e Love By Another Name, Foster ottenne una nomination ai Juno Award del 1991 nella categoria Produttore dell'Anno.

## Successo commerciale
In Canada, Have a Heart entrò nella classifica RPM 100 Hit Tracks il 13 luglio 1991 e raggiunse la numero 26 il 14 settembre 1991. La canzone entrò anche nella classifica RPM 40 Adult Contemporary il 6 luglio 1991 e il 31 agosto raggiunse la quarta posizione.

## Interpretazioni dal vivo
Céline eseguì Have a Heart per la prima volta ai Juno Award del 1987. La canzone fu cantata anche durante la tournée Unison Tour del 1990 e 1991. L'esibizione live di Have a Heart, fu registrata al Winter Garden Theatre di Toronto e inclusa nell'home video Unison.

## Formati e tracce
CD Singolo Promo (Canada) (Columbia: CSK 3171)
1. Have a Heart – 4:14 (testo: Ralph McCarthy – musica: Aldo Nova, Billy Steinberg)

## Classifiche

### Classifiche settimanali
| Classifica (1991)                  | Posizione massima raggiunta |
| ---------------------------------- | --------------------------- |
| Canada (RPM 100 Hit Tracks)        | 26                          |
| Canada (RPM 40 Adult Contemporary) | 4                           |

### Classifiche di fine anno
| Classifica (1991)                                  | Posizione |
| -------------------------------------------------- | --------- |
| Canada (RPM 100 Adult Contemporary Tracks of 1991) | 21        |

## Crediti e personale
Registrazione
- Registrato ai Chartmaker Studios di Malibu (CA)
- Mixato ai Lion Share Studio di Los Angeles

Personale
- Arrangiato da - David Foster, Aldo Nova
- Musica di - Ralph McCarthy, Aldo Nova, Billy Steinberg
- Produttore - David Foster
- Programmato da - Rick Bowen, Robbie Buchanan, Randy Kerber
- Tastiere - David Foster
- Testi di - Billy Steinberg